# Temple d'Esculape (Trèves)
Pour les articles homonymes, voir Temple d'Esculape et Temple d'Esculape (Villa Borghèse).

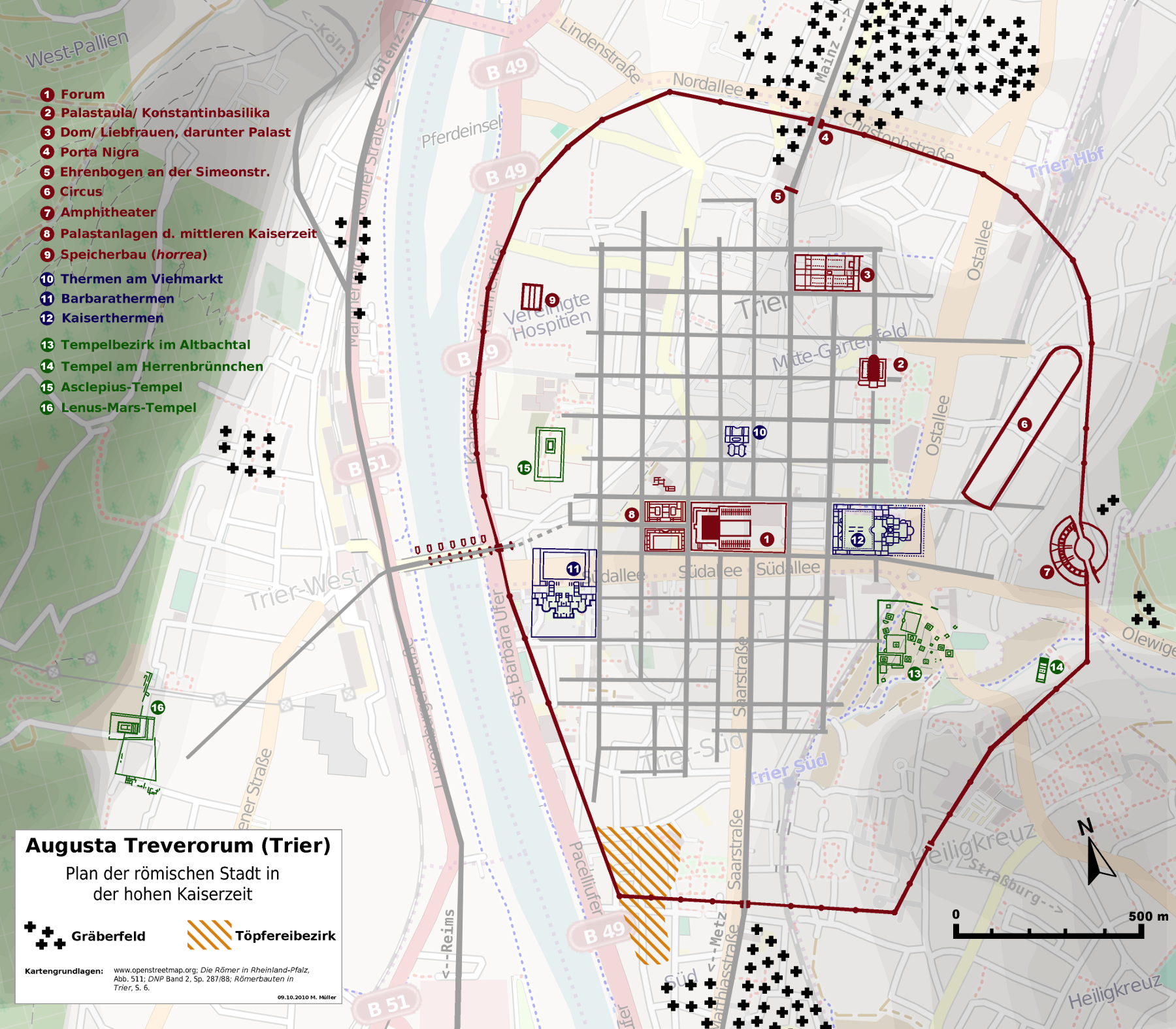
Reconstitution du plan de Trevira Augustorum : le n° 15 (en vert) indique le temple d’Asclépiade.

Le Temple d’Esculape de Trèves est un temple romain qui se dressait sur les bords de la Moselle. Selon la dédicace du temple, il était consacré au dieu Esculape.

## Le temple
En 1977–1979, lors de travaux de construction d'un garage souterrain, on mit au jour des vestiges de murailles sur le site de l’Hospice des Borroméennes, sur les berges de la Moselle, cernant un rectangle d'une superficie de 170 × 88 m, ce qui correspond à la taille d'une Insula entière. Pour la construction de cet édifice, les Romains avaient entrepris d'importants déblais pour se prémunir des crues du fleuve. Avec les thermes de Barbara, ce temple monumental devait dominer le paysage urbain et le front de Moselle de la colonie antique.
Dans la moitié nord d'une cour encadrée de portiques, on dégagea ensuite un podium, d’une emprise de 45 m ×26 m. En déport uniforme (3,20 m) du périmètre extérieur, on découvrit les fondations de la cella d'un temple (32,5 ×17 m). Le côté nord se terminait par une abside ou une niche monumentale destinée à abriter l'effigie de la divinité. L'épaisseur croissante des murs à cet endroit suggère une statue de grande taille. Il ne subsiste plus malheureusement du temple qu'une partie du mur du fond, qui ferme un des côtés du parking.

## Découvertes: le trésor d’auréus
Sur le côté Nord du site, le long de la Feldstrasse, on a découvert en septembre 1993 un stock exceptionnel de pièces d'or romaines : quelque 2570 aurei représentant un poids d'or total de 18,5 kg. Les pièces les plus récentes remontent au règne de Septime Sévère. Ce trésor est aujourd'hui conservé au musée rhénan (RLM,).
Dès 1734, sur le site de l'ancienne commanderie des chevaliers de Saint-Jean, on avait découvert une stèle, une dédicace latine et un buste en marbre d’Esculape. La sculpture avait été réemployée à Metz, où on a perdu sa trace. La dédicace est conservée au Musée rhénan de Trèves. Elle fait allusion à une consécration lors de l'installation du procurateur des finances Titus Julius Saturninus, siégeant à Trèves ; le style impérial de la formule permet de la dater des années 161 à 169 ap. J.-C. ; quant à l'édification du temple proprement dit, l'examen des pierres de fondation indique le dernier tiers du Ier siècle

## Voir également
- Reconstitution.

- (de) Cet article est partiellement ou en totalité issu de l’article de Wikipédia en allemand intitulé « Asclepius-Tempel Trier » (voir la liste des auteurs).